# Walter Krickeberg
Walter Krickeberg   (Brandenburg Oriental i Świebodzice, 27 de juny de 1885 - Berlín, 15 de juliol de 1962) va ser un (antic) americanista i etnòleg alemany. El seu treball es va centrar en les cultures i religions indígenes nord-americanes i meso americanes i els estudis antics americans. De 1945 a 1954 va ser director del Museu d'Etnologia de Berlín.

## Biografia
Fill de l'escriptora Elisabeth Krickeberg (de soltera Lesske) i de l'oficinista de correus Conrad Krickeberg es va graduar al "Prinz-Heinrich-Gymnasium" de Berlín l'any 1903. Després va estudiar dret, després geografia, arqueologia, història antiga, llengües americanes i etnologia. Els seus professors acadèmics van ser Eduard Seler, Paul Ehrenreich, Eduard Meyer, Karl von den Steinen, Konrad Theodor Preuss i Leo Frobenius. Durant els seus estudis es va convertir en membre de l'Associació d'Estudiants Alemanys (VDSt) de Berlín a l'Associació Kyffhäuser.
El 1906 va començar a treballar com a voluntari al Museu Reial d'Etnologia de Berlín, i l'any següent va ser contractat com a ajudant d'investigació. Va finalitzar la seva tesi sobre els totonaques el 1915. Tanmateix, a causa de la seva participació a la Primera Guerra Mundial i tres anys com a presoner de guerra francès, només va poder completar el seu doctorat a la Universitat de Leipzig el 1922. El 1924, Krickeberg va esdevenir conservador de la col·lecció americana al Museu Etnogràfic. Com a successor de Konrad Theodor Preuss, va assumir la direcció del departament nord-americà el 1929 i també va rebre el títol de professor. A partir de 1940 va ensenyar a la Universitat de Berlín com a professor honorari d'“Estudis americans” (que en aquella època significava estudis antics americans) i d'etnologia.
Va ser col·laborador de dues obres populars i molt llegides: "Illustrierte Völkerkunde" de Georg Buschan, el volum "America-Afrika" de la segona edició (1922) del qual va dissenyar juntament amb Richard Lasch i Arthur Haberlandt, i Große Völkerkunde de Hugo A. Bernatzik (1939), on va dissenyar el volum Australia-America juntament amb Herbert Tizikschner i Bernatzik.
Es va donar a conèixer a un públic més ampli a través de les seves col·leccions de Contes de fades natives americanes d'Amèrica del Nord (1924) i Contes de fades dels asteques i incas peruans, maya i muisca (1928) a la sèrie The Fairy Tales of World Literature editada per Friedrich von der Leyen.
Durant l'era nazi, Krickeberg va ser coeditor del Journal of Racial Studies. En una revisió del llibre de text d'etnologia editat per Konrad Theodor Preuß, va atacar el seu col·lega Leonhard Adam d'una manera antisemita i va descriure Bronislaw Malinowski com un "oponent obert de l'Alemanya nacionalsocialista actual". També va denunciar Richard Thurnwald, a qui va acusar de falta de lleialtat a l'estat nazi per la seva pertinença a l'escola funcionalista d'etnologia. El posterior intercanvi de cops entre Krickeberg, Thurnwald i el seu alumne Wilhelm E. Mühlmann (que també professava la ideologia nacionalsocialista) es caracteritza per Klaus Timm com el "capítol més fosc de la ciència etnològica alemanya".
Després de la Segona Guerra Mundial, Krickeberg es va convertir en director del Museu Etnològic el 1945, succeint al destituït Otto Kümmel. El seu edifici principal a Kreuzberg va ser molt danyat durant la guerra i part de les col·leccions van ser destruïdes. A la nova ubicació de Dahlem, Krickeberg va liderar la reorganització de les col·leccions americanes. La seva posició de professor a la universitat també es va renovar el 1946. Després de jubilar-se el 1954, va continuar la seva activitat investigadora i editorial. Va ser membre de la Societat de Berlín per a Antropologia, Etnologia i Prehistòria i va rebre la seva Placa Rudolf Virchow el 1955.

## Obra
- Georg Buschan (ed.): Etnologia il·lustrada. Strecker & Schröder, Stuttgart 1910. (Aportacions de Walter Krickeberg (pobles indígenes americans), Georg Buschan (Austràlia), W. Volz i A. Byhan (Àsia) i Felix von Luschan (Àfrica)).
- (Georg Buschan) Etnologia il·lustrada en dos volums. Volum I. Etnologia comparada: Amèrica – Àfrica. Pel Dr. Richard Lasch, Dr. Walter Krickeberg, Dr. Artur Haberlandt. 2a edició completament revisada i substancialment ampliada, Strecker i Schröder, Stuttgart 1922.
- Contes de fades indis d'Amèrica del Nord. Diederichs, Jena 1924
- Contes de fades dels asteques i inca-peruans, maies i muiscas. Diederichs, Jena 1928
- Hugo A. Bernatzik (ed.): La gran etnologia. Volum 3: Austràlia, Amèrica. editar. per Herbert Tischner, Walter Krickeberg, Hugo Adolf Bernatzik. Institut Bibliogràfic, Leipzig 1939
- Escultura rupestre i petroglifs entre els pobles civilitzats de l'Amèrica antiga amb especial referència a Mèxic. 2 volums, Palmen-Verlag vorm. Reimer, Berlín 1949–1969
  - Volum 1 1. Els països andins. 2. Els temples de roca a Mèxic (1949)
  - Volum 2 Pintures rupestres de Mèxic: com a monuments històrics, religiosos i artístics (1969)
- Monuments d'Amèrica Central. 1950
- Ethnographica més antiga d'Amèrica del Nord al Museu d'Etnologia de Berlín. Reimer, Berlín 1954
- Antigues cultures mexicanes. Safari-Verlag, Berlín 1956
- (juntament amb Hermann Trimborn; Werner Müller i Otto Zerries): Les religions de l'Amèrica antiga. Kohlhammer, Stuttgart 1961 (Les religions de la humanitat, volum 7; Contingut: The People Religions of America Civilized, Walter Kricke Mesberg Maya).-- Hermann Trimborn: Les religions dels pobles del sud d'Amèrica Central i de la regió nord i central andina (Costa Rica, Panamà, Colòmbia, Equador, Perú, Bolívia).-- Werner Müller: Les religions dels pobles indis d'Amèrica del Nord.-- Otto Zerries: Les religions dels pobles indígenes d'Amèrica del Sud i les Índies Occidentals.)